# 김저 (고려)
김저(金佇, 1304년 11월~ 1389년 11월)는 고려의 무관 관료 겸 정치인이며 최영 장군의 생질(甥姪)이다. 사명(賜名)은 손(遜)이고, 자는 충국(忠國)이며 호는 율은(栗隱)이다.

## 생애
1304년(충렬왕 30)에 장흥부 벽계리(지금의 전라남도 장흥군 장흥읍 원도리)에서 태어났다.
15세가 되던 1318년 역동 우탁(禹倬)의 문하에서 성리학을 공부하고, 1320년(충숙왕 7)에 생원시에 합격한 데 이어 이듬해에는 진사시까지 통과했고, 1322년(충숙왕 9) 19세의 나이로 대과에 급제하여 통사랑(通仕郞)을 시작으로 1351년(충정왕 3)에는 통훈대부 순천부윤(通訓大夫順天府尹)을 제수받기에 이르렀다.
1352년 공민왕이 즉위하면서 고려의 내정을 간섭하던 정동행성(征東行省)를 혁파하고 기철(奇轍) 일당을 타도하는 배원정책을 펼쳤다. 원나라에서는 공민왕에게 불만을 품고 왕을 폐출하라고 위협을 가했다. 이에 격분한 김저는 원나라 조정에 찾아가 이를 강력히 항의하다가 남황(南荒: 베트남)으로 유배 당했다. 1355년(공민왕 4) 봄이 되어서야 1년간의 유배생활을 끝내고 환국하니 왕이 극진히 대접하여 본명인 저(佇)를 고쳐 손(孫)이라는 사명(賜名)을 내리고 자(字)를 충국(忠國)이라 하여 총애하였다.
왕의 신임 속에 성균관사성·정당문학(政堂文學) 등의 고위관직을 이어가던 1359년(공민왕 8) 겨울이었다. 원나라의 농민반란군 홍건적이 창궐하자 서경이 함락되었다. 1361년(공민왕 10) 10월, 다시 압록강을 건너 한반도를 침입했다. 1차에 비해 규모가 커서 고려군은 수세에 몰렸고, 공민왕은 개경을 떠날 수밖에 없었다. 
김저는 왕을 모시고 예천 은풍현으로 향했다. 그곳에 머물면서 어림성(御臨城)을 쌓는 등 적의 침입에 대비했다. 이후 안동·상주·청주 등지를 거쳐 1363년(공민왕 12) 2월에 환도하기까지 김저는 충심으로 왕을 보필했다. 
왕비 노국공주가 난산으로 죽으면서 왕이 정사에서 손을 놓아버려 요승이라 일컬어지던 신돈(辛旽)이 등용되면서 1367년에 정당문학 이존오(李存吾) 등과 함께 신돈(辛旽)을 배척하는 상소를 올렸다가 오히려 왕의 노여움을 사게 되어 진도에 유배되었다. 목은 이색 등이 적극적으로 구명해 6개월 만에 송환되어, 이후 성균관대사성·예문관대제학에 올랐으나, 공민왕이 시해되자 1375년(우왕 1) 1월에 은풍현 사동(巳洞)으로 내려와 은거하였다. 김저는 그곳에 남하정(南下亭)을 짓고 밤나무를 심기 시작했다. 밤나무가 근본을 잊지 않는 나무였기 때문이다. 그 밤나무를 1천여 그루가 넘게 심고 스스로 율은거사(栗隱居士)의 칭하였다.
그로부터 4년여가 흐른 1378년(우왕 4)에 우왕의 간곡한 요청으로 대호군(大護軍)을 제수받았으나, 이듬해 벼슬을 내놓고 은풍현 사동에 돌아왔다. 풍성군(豊城君)에 봉했으며
학사고(學士庫)을 짓고 은거하였다.
1388년(우왕 14) 이성계(李成桂)가 위화도 회군으로 우왕을 폐위하고 외숙부 최영(崔瑩)이 처형되었다.
1389년 86세의 노구를 이끌고 한달음에 개경으로 올라가 우왕의 신임을 받았던 정득후·곽충보·변안렬 등과 접촉했다. 그리고 비밀리에 황려현(黃驪縣)에서 우왕을 알현하여 이성계 암살 명령을 받고, 팔관일(八關日)을 거사일로 잡았지만 거사 당일에 곽충보(郭忠輔)의 밀고로 붙잡혀 순군옥(巡軍獄)에 투옥되었다. 심문 끝에 수많은 이들이 죽거나 유배를 당했고, 김저도 목숨을 부지하지 못했다. 심지어 이성계는 그의 시신을 저자로 끌고 나가 베어버리게 했다. 
부인 김씨는 순사(殉死)하고, 아들 김전(金鈿)은 식음을 전폐하여 목숨을 끊었으며, 손자 김두(金㺶)는 두문동에 은거하여 사람들이 일문삼세(一門三世)의 충절이라 칭했다.

## 김저가 등장하는 작품
- 《개국》 (KBS, 1983년~1983년, 배우:이현두)
- 《추동궁 마마》 (MBC, 1983년~1983년, 배우:오승명)
- 《대풍수》 (SBS, 2012년 ~ 2013년, 배우:장은풍)
- 《정도전》(KBS, 2014년~2014년, 배우:김경응)
- 《태종 이방원》(KBS, 2021년~ 배우:최은석)

## 가족 관계
김저(金佇)를 중시조로 하는 김해김씨 율은공파(栗隱公派)로 분파하였다. 
- 아버지: 김윤명(金允明)
- 어머니: 동주  최씨(東州崔氏) - 사헌규정 최원직(崔元直)의 딸
  - 부인: 청도 김씨(淸道金氏) - 대호군 김선장(金善莊)의 딸
    - 아들: 김전(金鈿) - 찬성사
    - 며느리: 풍천 임씨(豊川任氏) - 임자송(任子松)의 딸
      - 손자: 김두(金㺶)
      - 손부: 단양 우씨(丹陽禹氏) - 우현보(禹玄寶)의 딸
        - 증손: 김유의(金兪義)
        - 증손: 김상의(金尙義)

    - 딸: 구원충(具元忠)에게 출가
- 외숙부: 최영(崔瑩)